# Arnau I de Comenge
Arnau I de Comenge o Arnau de Coserans (? - 957) fou comte de Comenge i Coserans (920-957) i comte de Carcassona i Rasès (934-957).

## Orígens familiars
Fill del comte Asnar III de Comenge, el qual era comte de Comenge i comte de Coserans.

## Núpcies i descendència
Es casà amb la comtessa Arsenda de Carcassona, filla d'Acfred I d'Aquitània i neta d'Acfred I de Carcassona. D'aquesta unió nasqueren:
- Roger I de Carcassona (?-1011), comte de Comenge, Coserans i comte de Carcassona,
- Odó I de Rasès, comte de Rasès
- Ramon I de Comenge (?-979), comte de Comenge
- Lluís de Comenge
- Garcia I d'Aura, comte d'Aura
- Ameli Simplici de Comenge (?-997), comte de Comenge

## Ascens als trons comtals
A la mort del seu pare ascendí al tron comtal de Comenge el 920. Pel seu matrimoni amb l'hereva del comtat de Carcassona rebé aquest comtat, així com el de Rasès, per la renúncia d'Arsenda de Carcassona el mateix any del seu ascens al tron.
Dividí el seu bast territori entre els seus fills.